# USオープン (バドミントン)
USオープン（英: The U.S. Open Badminton Championships）は、アメリカバドミントン協会（英: USA Badminton）が主催し、7月にアメリカ合衆国で開催されているバドミントンの国際大会。2013年の開催地はカリフォルニア州のオレンジ。大会のグレードはBWFワールドツアースーパー300（2017年まではグランプリゴールド（The BWF Grand Prix））。

## 歴史
1937年から開催されていたアメリカ国内選手権（U.S. National Badminton Championships）を、1954年に国外選手も出場できるオープン化をしてスタートした。1969年までUSオープンは国内選手権を兼ねて一つの大会として行われた。1970年からは別々の大会として開催。1974年、1975年と1977年から1982年までと1989年は開催されなかった。

## 優勝選手

### 21世紀
| 年   | 男子シングルス                  | 女子シングルス                 | 男子ダブルス                                                | 女子ダブルス                                  | 混合ダブルス                                            |
| ---- | ------------------------------- | ------------------------------ | ----------------------------------------------------------- | --------------------------------------------- | ------------------------------------------------------- |
| 2024 | 田中湧士                        | 仁平菜月                       | ピーラッチャイ・スクパン パッカポン・ティーララサクル       | 岩永鈴 中西貴映                               | パッカポン・ティーララサクル ファタイマス・ムエンウォン |
| 2023 | 李詩灃                          | スパニダ・カテトン             | ゴー・ジーフェイ ヌル・イズディン                           | 劉聖書 譚寧                                   | 葉宏蔚 李佳馨                                           |
| 2019 | 林俊易                          | 王祉怡                         | 高成炫 申白喆                                               | 松山奈未 志田千陽                             | 李哲輝 許雅晴                                           |
| 2018 | 李東根                          | 李雪芮                         | 欧烜屹 任翔宇                                               | 湯金華 于小含                                 | チャン・ペンソン ゴー・リューイン                       |
| 2017 | プラノイ H.S.                   | 大堀彩                         | 井上拓斗 金子祐樹                                           | 李昭希 申昇瓚                                 | 徐承宰 金荷娜                                           |
| 2016 | 李炫一                          | 峰歩美                         | マシアス・ボー カーステン・モーゲンセン                     | 田中志穂 米元小春                             | 小林優吾 永原和可那                                     |
| 2015 | リー・チョンウェイ              | 奥原希望                       | 李俊慧 劉雨辰                                               | 于洋 鐘倩欣                                   | 黄凱祥 黄東萍                                           |
| 2014 | グエン・ティエンミン            | ツァン・ベイウェン             | マニーポン・ジョンジット ニピットフォン・パウングアプペシュ | シェンディ・プスパ・イラワティ ヴィタ・マリサ | ムハンマド・リジャル ヴィタ・マリサ                     |
| 2013 | グエン・ティエンミン            | サプシリー・タエラッタナチャイ | 嘉村健士 園田啓悟                                           | 包宜鑫 鐘倩欣                                 | 李晋熙 周凱華                                           |
| 2012 | ウラジミール・イワノフ          | 白驍馬                         | 遠藤大由 早川賢一                                           | 松友美佐紀 髙橋礼華                           | トニー・グナワン ヴィタ・マリサ                         |
| 2011 | 佐々木翔                        | 戴資穎                         | 高成炫 李龍大                                               | 河貞恩 金旼貞                                 | 李龍大 河貞恩                                           |
| 2010 | ラジフ・オーセフ                | 朱琳                           | 方介民 李勝木                                               | 簡毓瑾 程文欣                                 | ミハエル・フクス ビルジギト・ オフェルツァー            |
| 2009 | タウフィック・ヒダヤット        | アンナ・ライス                 | ハワード・バック トニー・グナワン                           | Ruilin Huang 蒋雪蓮                           | ハワード・バック エバ・リー                             |
| 2008 | アンドルー・ダベカ              | 周麗麗                         | ハワード・バック ボブ・マレイソン・カーン                   | 張麗瑩 洪思婕                                 | ハリム・ハリヤント 彭云                                 |
| 2007 | リー・ツェンセン                | 全在娟                         | 大束忠司 舛田圭太                                           | 前田美順 末綱聡子                             | 舛田圭太 前田美順                                       |
| 2006 | 中西洋介                        | エラ・カラチコワ               | ハリム・ハリヤント トニー・グナワン                         | ニナ・ビスローバ バレリー・ソロキナ           | セルゲイ・イブレフ ニナ・ビスローバ                     |
| 2005 | 謝裕興                          | 周麗麗                         | ハワード・バック トニー・グナワン                           | 彭云 ジョアンナ・リー                         | ボブ・マレイソン・カーン メセニー・マングカラキリ       |
| 2004 | リー・イェンフイ・ケン ドリック | 邢愛英                         | ハワード・バック トニー・グナワン                           | 簡毓瑾 程文欣                                 | 林偉翔 程文欣                                           |
| 2003 | 簡佑修                          | ケリー・モーガン               | トニー・グナワン ボブ・マレイソン・カーン                   | 岩田良子 田井美幸                             | トニー・グナワン エティ・グナワン                       |
| 2002 | ピーター・ゲード                | ジュリア・マン                 | トニー・グナワン ボブ・マレイソン・カーン                   | ジョアン・ライト ナタリー・マント             | トニー・グナワン エティ・タントリ                       |
| 2001 | 李炫一                          | 羅景民                         | 姜京珍 朴英徳                                               | 金京蘭 羅景民                                 | マシアス・ボー マイケン・バンジ                         |